# Sabira Husedžinović
Sabira Husedžinović (Teslić, 29. oktobar 1940. — Sarajevo, 31. decembar 2015) je bila bošnjački i bosanskohercegovački arhitekta. Veliki dio radnog vijeka Husedžinovićeve je vezan za Banjaluku.

## Biografija
Rođena je u Tesliću 29. oktobra 1940. godine. Nakon osnovne i srednje škole odlazi u Sarajevo gdje diplomira na Arhitektonsko-urbanističkom fakultetu 1964. godine. Nakon diplomiranja se zapošljava u Zavodu za zaštitu kulturno-istorijskog i prirodnog naslijeđa Bosne i Hercegovine u Sarajevu gdje ostaje četiri godine. Nakon toga provodi kratko vrijeme kao profesorka u Građevinskoj školi u istom gradu, poslije čega se seli u Banjaluku.
U Banjaluci se zaposlila kao profesorka u Građevinskoj školi, a od 1977. godine radi u Zavodu za zaštitu kulturno-istorijskog i prirodnog nasljeđa u ovom gradu, gdje ostaje zaposlena sljedećih 15 godina — do 1992. godine. U ovom periodu je specijalizovala i magistrirala na Postdiplomskom studiju na Arhitektonskom fakultetu u Beogradu iz oblasti zaštite i proučavanja graditeljskog nasljeđa, sa radom „Analiza i kritika valorizacije istorijske dokumentacije o urbanom razvoju Banja Luke do početka XX veka“, koji je odbranila 1989. godine, a u kom se bavi urbanom istorijom Banjaluke sa naglaskom na period turske vladavine, značajan izvor za proučavanje istorije grada u ovom periodu. Otkaz u banjalučkom Zavodu dobija 1992. godine i u političkom kontekstu rata i etničkog čišćenja u Banjoj Luci je izbjegla u Zagreb, u kom ostaje veoma kratko, dok se konačno ne seli u Sarajevo gdje od 1996. godine radi na mjestu savjetnika ministra za kulturno-historijsko naslijeđe u Federalnom ministarstvu obrazovanja, nauke, kulture i sporta. Doktorsku disertaciju „Valorizacija islamske sakralne arhitekture Banje Luke sa analizom njenog rušenja i obnove kroz povijest“, rađenu pod mentorstvom prof. dr. Vladimira Bedenka, odbranila je na Arhitektonskom fakultetu u Zagrebu 1997. godine u 57. godini života. Nakon sticanja doktorata postaje profesorka na Arhitektonskom fakultetu u Sarajevu.
Naučnoistraživački rad Sabire Husedžinović je vezan za proučavanje i zaštitu brojnih objekata kulturnog naslijeđa, kako sakralnih, tako i stambenih, javnih i starih gradova, a posebno ambijentalnih cjelina. Dala je veliki doprinos u oblasti sanacije i zaštite sljedećih objekata kulturno-istorijskog naslijeđa: restauracija Kule Husein-kapetana Gradaščevića, sanacija Fethije džamije u Bihaću i Azizije džamije u Brezovom polju kod Brčkog, sanacija i izrada restauratorskih projekata za tvrđavu Kastel u Banjoj Luci, sanacija i izrada restauratorskih projekata gradskih kuća: Šeranića kuća, Gušića kuća, Omerbašića kuća, Čejvanova kuća i dr. Tokom rata u BiH je kao zaposlena u banjalučkom Zavodu za zaštitu spomenika, prije nego je otpuštena, dokumentovala i očuvala ostatke srušenih banjalučkih džamija. Učestvovala je na brojnim naučnim skupovima sa temama o obnovi kulturnog naslijeđa u raznim gradovima širom svijeta. Kao koordinator Savjeta Evrope za kulturno naslijeđe vodila je vrlo uspješno manifestaciju „Dani evropskog naslijeđa“, koja je imala veliki broj aktivnosti, gdje je posebno potencirala značaj podizanja svijesti o kulturnom naslijeđu kao dijelu kulturnog identiteta svih naroda koji žive u Bosni i Hercegovini.
Objavila veliki broj publikacija, te stručnih i naučnih radova u domaćim i stranim časopisima, među kojima u časopisima „Naše starine“, „Glasnik arhiva i društava arhivskih radnika BiH“, „Balcanica“, „Behar“, „Prilozi za orijentalnu filologiju“, „Most“, „Beharistan“, „Znak Bosne“ i dr. (v. opširnije ispod) Posebno se ističe knjiga „Dokumenti opstanka“ posvećena islamskom sakralnom nasljeđu u Banjaluci, kapitalno djelo vezano za ovu tematiku.
Bila je član Društva konzervatora Bosne i Hercegovine i član Asocijacije za zaštitu kulturno-historijskog naslijeđa FBiH. Nosilac je Medalje za zaštitu kulturno-historijskog naslijeđa, kojom je odlikovana 1985. godine.
Preminula je 31. decembra 2015. godine u 75 godini života. Sahranjena je na mezarju Ravne bakije u Sarajevu.

## Izabrana bibliografija

### Knjige
- Husedžinović, Sabira (1998). Kulturna baština posebnih vrijednosti porušena u ratu 1992.-1995. = Cultural heritage of special value destroyed in the war 1992-1995 [katalog]. Sarajevo: Federalno ministarstvo obrazovanja, nauke, kulture i sporta/športa, (Sarajevo : ABC Fabulas).  3698726
- Husedžinović, Sabira (1999). Sanacija i obnova sakralnih objekata oštećenih u ratu 1992/95. : Umjetnička galerija Bosne i Hercegovine, 9—19.11.1999. [katalog]. Sarajevo: Kantonalni zavod za zaštitu kulturno-historijskog i prirodnog naslijeđa.  152640268  152640268
- Husedžinović, Sabira; Hećimović-Kamberović, Zahida; Kamberović, Husnija (1999). Kula Husein-kapetana Gradaščevića : vrijednosti i stanje poslije rata 1992./95. Sarajevo: Federalno ministarstvo obrazovanja, nauke, kulture i sporta/športa.  827430
- Husedžinović, Sabira; Balić, Fuad (2004). Šeranića kuća u Gornjem Šeheru : adaptacija Šeranića kuće kao prilog vraćanja autentičnosti Gornjem Šeheru. Banja Luka: Bošnjačka zajednica kulture Preporod.  209586695
- Husedžinović, Sabira; Balić, Fuad (2004). Bosanska kuća u Banjaluci. Banja Luka: Bošnjačka zajednica kulture Preporod.  209196807
- Husedžinović, Sabira (2005). Dokumenti opstanka: vrijednosti, značaj, rušenje i obnova kulturnog naslijeđa. Zenica: Muzej grada Zenice.  11596294
- Husedžinović, Sabira; Balić, Fuad; Smailović, Ismet [ur.] (2007). Usmene predaje o Banjaluci i Banjalučanima. Banja Luka: Bošnjačka zajednica kulture Preporod.  642840  642840  642840
- Grupa autora (2007). Rezolucija hrabrih banjalučkih muslimana 1941. : sa tri priloga. Banja Luka: Bošnjačka zajednica kulture Preporod.  522520  522520  522520
- Grupa autora (2007). Vakufnama Sefer spahije iz Banja Luke 1618. Banja Luka: Bošnjačka zajednica kulture Preporod.  539160  539160

### Radovi u časopisima
- Husedžinović, Sabira (1984). „Prezentacija Šeranića kuće kao elemenat revitalizacije Gornjeg Šehera”. Naše starine. Sarajevo: Zavod za zaštitu spomenika kulture, prirodnih znamenitosti i rijetkosti Bosne i Hercegovine (XVI—XVII): 175—185.
- Husedžinović, Sabira (1988/1989). „Kartografska dokumentacija Banjaluke XVIII vijeka kao osnova za izučavanje njezinog urbanog razvoja” (PDF). Godišnjak zaštite spomenika kulture Hrvatske. Zagreb: Republički zavod za zaštitu spomenika kulture (14—15): 151—165.[мртва веза]
- Husedžinović, Sabira (1989). „Konstruktivno — restauratorski zahvati na sahat-kuli u Banjaluci”. Naše starine. Sarajevo: Zavod za zaštitu kulturno-istorijskog i prirodnog nasljeđa Bosne i Hercegovine (XVIII—XIX): 143—150.
- Husedžinović, Sabira (1990). „Vakufname — značajni istorijski izvori za upoznavanje urbane topografije Banjaluke XVI — XIX vijeka.”. Glasnik arhiva i društava arhivskih radnika Bosne i Hercegovine. Sarajevo (30): 95—115.  21969922
- Husedžinović, Sabira (1999). „Džamije Banje Luke u planovima austrijskih ratnih karata iz XVIII stoljeća”. Prilozi za orijentalnu filologiju. Orijentalni institut Univerziteta u Sarajevu (47—48): 101—126. Архивирано из оригинала 01. 12. 2018. г. Приступљено 30. 11. 2018.  1024307615
- Husedžinović, Sabira (2001). „The Influence of Mimar Sinan's School on Domed Mosques in Bosnia and Herzegowina”. Electronic journal of oriental studies (на језику: енглески). Department of Arabic, Persian and Turkic Languages and Cultures, Faculty of Arts. Universiteit Utrecht. IV (60): 1—24. ISSN 0928-6802.
- Husedžinović, Sabira (2003). „Džamije sa drvenom munarom (2)”. Most. Mostar. XXVIII (164/75). Архивирано из оригинала 05. 08. 2015. г. Приступљено 30. 11. 2018.
- Husedžinović, Sabira (2012). „Valorizacija historijskih vrijednosti vakufnama Banja Luke sa aspekta urbanog razvoja ovog grada stoljećima” (PDF). Vakufi u Bosni i Hercegovini — Zbornik radova 2012. Islamska zajednica u Bosni i Hercegovini: 99—139.

### Vodiči
- Husedžinović, Sabira (2001). Svrzo's house : Origin and Development = Das Svrzo Haus : Die Entstehung und Entwicklung. Sarajevo: Turistička zajednica kantona Sarajevo.  13341958
- 237792263  16702982

## Literatura
- Bedenko, Vladimir (2006). „Prikaz knjige: Dokumenti opstanka (vrijednost, značaj, rušenje i obnova kulturnog naslijeđa) autorice Sabire Husedžinović”. Baština : Godošnjak Komisije za čuvanje nacionalnih spomenika Bosne i Hercegovine. Sarajevo: Komisija za očuvanje nacionalnih spomenika (II): 371—376.  230059271  15907846  15907846
- Dizdarević, Melvudin (2007). „Značaj institucionalne brige za očuvanje kolektivnog identiteta, sa osvrtom na Muzej grada Zenice”. Novi Muallim. Sarajevo: Udruženje Ilmijje Islamske zajednice u BiH. 8 (31): 65—72.
- Husedžinović, Sabira (2005). Dokumenti opstanka: vrijednosti, značaj, rušenje i obnova kulturnog naslijeđa. Zenica: Muzej grada Zenice.  11596294
- Kamberović, Isma (2015). „Sudionici naše prošlosti − umrli u 2015. godini” (PDF). Godišnjak Bošnjačke zajednice kulture Preporod. Sarajevo: Bošnjačka zajednica kulture Preporod. XV: 655—679. Архивирано из оригинала (PDF) 24. 10. 2018. г. Приступљено 30. 11. 2018.
- Perry, Valery (2002). „ECMI civil society project in Bosnia and Herzegovina: The Role of Annex 8 in bridging communities, promoting reconciliation, and developing a unique identity in Bosnia and Herzegovina : The Law centre, Sarajevo University 15. december 2001” (PDF). ECMI Report (на језику: енглески). Flensburg: European Centre for Minority Issues (25). Архивирано из оригинала (PDF) 01. 12. 2018. г. Приступљено 01. 12. 2018.
- Савић, Јелена (2013). Модерно и вернакуларно у процесу урбане трансформације Бањалуке : докторска дисертација. Београд: [Ј.Савић].  512974481

## Spoljašnje veze
- ARHITEKTONSKE I STILSKE VRIJEDNOSTI FERHADIJE DŽAMIJE U BANJOJ LUCI I NJENA OBNOVA, Sabira Husedžinović (6. maj 2008)
- Mr. arh. Sabira Husedzinovic : ZLOCINACKO UNISTAVANJE spomenika islamske arhitekture u Banjoj Luci (2002) bhmedia.se Архивирано на веб-сајту  (21. јануар 2020)
- Intervju sa: prof. dr. Sabirom Husedžinović ; RAZGOVOR VODIO: Bedrudin GUŠIĆ (17. 11. 2005)
- Kemal Zukić: Obnavljanje džamija (7. maja 2014)